# Beverly Sills
Beverly Sills, ursprungligen Belle Miriam Silverman, född 25 maj 1929 i Brooklyn i New York, död 2 juli 2007 i New York, var en amerikansk operasångerska (koloratursopran). Hon var chef för New York City Opera 1979–1989. Sills debuterade på Metropolitan 1975 i Rossinis Le siège de Corinthe, en roll hon också sjöng på La Scala som ersättare för Maria Callas.
1971 korades Sills till Amerikas operadrottning av TIME Magazine.
Sills har gjort ett mycket stort antal operainspelningar. Mest berömda är hennes tolkningar av "The three queens", Donizettis Anna Bolena, Maria Stuarda och Roberto Devereux.